# GP Paul Borremans
Der GP Paul Borremans ist ein belgisches Eintagesrennen im Straßenradsport, das jährlich seit 1961 in Viane,  Provinz Ostflandern ausgetragen wird.
Das Rennen ist nach dem ehemaligen Radfahrer Paul Borremans benannt. Veranstalter ist Vzw Koninklijk Sportkomiteit Viane.
Start und Ziel ist in Viane. Im Jahr 2018 wurden 17 Runden mit jeweils 11,4 km gefahren.

## Palmarès
- 1961  Roger Coppens
- 1962  Roger Baguet
- 1963  Martin Van Den Bossche
- 1964  Rik Van Looy
- 1965  Arthur Decabooter
- 1966  Eddy Merckx
- 1967  Marcel Maes
- 1968  Remi Van Vreckom
- 1969  Roger Swerts
- 1970  Roger De Vlaeminck
- 1971  Eddy Merckx
- 1972  Gerry Catteeuw
- 1973  Lucien De Brauwere
- 1974  Walter Planckaert
- 1975  Victor Van Schil
- 1976  Ludo Peeters
- 1977  Rudy Pevenage
- 1978  Gustaaf Van Roosbroeck
- 1979  Rudy Pevenage
- 1980  Willy Teirlinck
- 1981  Claude Criquielion
- 1982  Frank Hoste
- 1983  Dirk Heirweg
- 1984  Rudy Pevenage
- 1985  Dirk Heirweg
- 1986  Dirk Wayenberg
- 1987  Bruno Geuens
- 1988  Herman Frison
- 1989  Dirk Heirweg
- 1990  Rob Mulders
- 1991  Wiebren Veenstra
- 1992  Johan Verstrepen
- 1993  Eric De Clercq
- 1994  Edwig Van Hooydonck
- 1995  Wilfried Peeters
- 1996  Danny Daelman
- 1997  John Talen
- 1998  Eric De Clercq
- 1999  Berry Hoedemakers
- 2000  Eric De Clercq
- 2001  Roger Hammond
- 2002  Eric De Clercq
- 2003  Andy De Smet
- 2004  Steven Caethoven
- 2005  Wouter Van Mechelen
- 2006  Mathieu Criquielion
- 2007  Koen Barbé
- 2008  Steven Caethoven
- 2009  Bobbie Traksel
- 2010  Johnny Hoogerland
- 2011  Stijn Devolder
- 2012  Steven Caethoven
- 2013  Koen Barbé
- 2014  Wout Poels
- 2015  Jérôme Baugnies
- 2016  Taco van der Hoorn
- 2017  Dries De Bondt
- 2018  Ludwig De Winter
- 2019  Lionel Taminiaux
- 2020 nicht ausgetragen
- 2021  Kristian Aasvold
- 2022  Elias Van Breussegem
- 2023  Peder Strand
- 2024 nicht ausgetragen